# Rheinland-Pfalz' flag
Rheinland-Pfalz' flag er en vandret delt trikolore i farverne sort, rødt og gult og har forbundslandets våben midt i kantonen. Våbnet viser mærkerne for ærkebispedømmet og kurfyrstedømmet Trier, et rødt kors på hvidt felt, for kurfyrstedømmet Mainz, et hvidt hjul på rødt felt, og for Kurpfalz, en gul løve på sort felt. 
Farverne i Rheinland-Pfalz' er de tyske flagfarver. Farverne er valgt til minde om Hambacher Fest i 1832 og står som en tilslutning til tankerne om et samlet og demokratisk Tyskland. Flag og våben blev indført ved lov af 10. maj 1948, på et tidspunkt da fransk indflydelse gjorde sig stærkt gældende i Rheinland-Pfalz. De tyske farver blev altså valgt før Forbundsrepublikken Tyskland selv var konstitueret og havde antaget flaget i de samme farver.
Flaget er i forholdet 2:3. Rheinland-Pfalz fører ikke noget eget statsflag.
Tre tyske forbundslande har flag baseret på de tyske farver sort, rødt og gult. I tillæg til Rheinland-Pfalz er det Niedersachsen og Saarland.

## Eksterne links
- Landeswappen Rheinland-Pfalz